# Fidel Castaño
 (juillet 2025).
La mise en forme du texte ne suit pas les recommandations de Wikipédia : il faut le « wikifier ».
Les points d'amélioration suivants sont les cas les plus fréquents :
- Les titres sont pré-formatés par le logiciel. Ils ne sont ni en capitales, ni en gras.
- Le texte ne doit pas être écrit en capitales (les noms de famille non plus), ni en gras, ni en italique, ni en « petit »…
- Le gras n'est utilisé que pour surligner le titre de l'article dans l'introduction, une seule fois.
- L'italique est rarement utilisé : mots en langue étrangère, titres d'œuvres, noms de bateaux, etc.
- Les citations ne sont pas en italique mais en corps de texte normal. Elles sont entourées par des guillemets français : « et ».
- Les listes à puces sont à éviter, des paragraphes rédigés étant largement préférés. Les tableaux sont à réserver à la présentation de données structurées (résultats, etc.).
- Les appels de note de bas de page (petits chiffres en exposant, introduits par l'outil «  Source ») sont à placer entre la fin de phrase et le point final[comme ça].
- Les liens internes (vers d'autres articles de Wikipédia) sont à choisir avec parcimonie. Créez des liens vers des articles approfondissant le sujet. Les termes génériques sans rapport avec le sujet sont à éviter, ainsi que les répétitions de liens vers un même terme.
- Les liens externes sont à placer uniquement dans une section « Liens externes », à la fin de l'article. Ces liens sont à choisir avec parcimonie suivant les règles définies. Si un lien sert de source à l'article, son insertion dans le texte est à faire par les notes de bas de page.
- La présentation des références doit suivre les conventions bibliographiques. Il est recommandé d'utiliser les modèles {{Ouvrage}}, {{Chapitre}}, {{Article}}, {{Lien web}} et/ou {{Bibliographie}}. Le mode d'édition visuel peut mettre en forme automatiquement les références.
- Insérer une infobox (cadre d'informations à droite) n'est pas obligatoire pour parachever la mise en page.

Pour une aide détaillée, merci de consulter Aide:Wikification.
Si vous pensez que ces points ont été résolus, vous pouvez retirer ce bandeau et améliorer la mise en forme d'un autre article.
Pour les articles homonymes, voir Castano.
Fidel Antonio Castaño Gil, alias "Rambo" ou “Jaime”, était un paramilitaire et trafiquant de drogues colombien. Il est né à Amalfi (Colombie) le 8 août 1951 et meurt le 6 janvier 1994 à San Pedro de Urabá.
Il était le frère de Carlos Castaño et Vicente Castaño avec lesquels il formera le groupe Persécutés par Pablo Escobar (Los Pepes), une organisation paramilitaire qui s’est opposée à Pablo Escobar. Ils ont également formé le groupe Autodefensas Campesinas de Córdoba y Urabá (ACCU), dont il fut le chef jusqu’à sa mort en 1994, remplacé par son frère Carlos Castaño.

## Biographie

### Jeunesse
Il est né le 8 août 1951, deuxième fils de Jesús Antonio Castaño González et Rosa Eva Gil Meneses. Son frère aîné est mort enfant. Issues d’une fratrie de 14 enfants, 10 garçons et 4 filles, il était très turbulent, physiquement grand (1,83 m) et robuste. Il s’est rebellé contre son père et a quitté la maison familiale à l’âge de 12 ans, puis a rejoint un cirque ambulant. Il est revenu à Amalfi seulement cinq ans plus tard. À 14 ans, il débute dans l’exploitation minière illégale d’or, travaille ensuite dans une mine de diamants au Venezuela avant de se tourner vers le vol et le commerce de voitures d’occasion. En 1977, il rencontre le baron de la drogue Pablo Escobar, qui l’aide à entrer dans le trafic de cocaïne au sein du Cartel de Medellín, dirigé par Escobar.
Au début des années 1980, il décide de quitter le monde de la drogue pour vivre en Israël. Des années plus tard, il s’installera à Paris, où il négocie des œuvres d’art entre la France et New York ; il parvient notamment à vendre l’une des œuvres majeures de Fernando Botero, ce qui lui permet de gagner assez d’argent pour subvenir à ses besoins. Il collabore avec d’autres trafiquants, dont le hondurien Juan Matta-Ballesteros. Sa compagne pendant la majeure partie de sa vie adulte est María Margarita Meza Bustamante (Márgara), considérée par ses frères comme une belle-sœur veuve. Il aurait également eu une relation avec Olga Nelly Escobar González, aujourd’hui disparue. Selon des témoins, notamment le capitaine à la retraite de l’armée colombienne et commandant du Bloque Metro, Carlos García Hernández dit 'Rodrigo Doble Cero', c’est Fidel qui aurait tué Olga « en la tailladant à la machette ».

### Militance paramilitaire
En 1981, le Front 4 des FARC-EP enlève Jesús Antonio Castaño, père de Fidel. On raconte qu’ils demandèrent une rançon de 100 millions, ce à quoi Fidel répondit : « Je n’ai jamais eu cette somme, et si je l’avais un jour, ce serait pour les combattre ». Malgré un versement de 30 millions de pesos, son père est assassiné. Fidel et Carlos nourrissent alors une vengeance. Dès 1982, Fidel et son groupe paramilitaire commettent des massacres en Antioquia.
Cependant, les Castaño étaient déjà implantés dans le narcotrafic avec une fortune conséquente au moment de l’enlèvement, ce qui intensifie la violence dans la région. Depuis sa ferme « Las Tangas » (volée à ses anciens propriétaires dans le Córdoba), avec la tolérance de la Force publique de Colombie, il organise plusieurs massacres : Currulao (15 morts), Buenavista, Córdoba (28 tués), Punta Coquitos, Turbo (26 morts), Canalete, Córdoba (16 victimes), Pueblo Bello (43 paysans disparus et tués),.
Fidel fonda plusieurs groupes d’autodéfense : d’abord « Los Tangueros » (du nom de sa ferme), puis le Muerte a Revolucionarios del Nordeste (MRN), avant de créer officiellement les Autodefensas Campesinas de Córdoba y Urabá (ACCU). Surnommé Rambo pour sa ressemblance physique avec le personnage incarné par Sylvester Stallone, il lance une vague d’extermination contre la Union Patriotique, considérée comme le bras politique des FARC-EP. Il dirige plusieurs massacres en 1988 : Masacre de las fincas Honduras y La Negra, Masacre de Segovia, Masacre de La Mejor Esquina, Masacre de El Tomate, Masacre de La Rochela, etc. En fuite, il est aussi accusé avec Carlos dans l'assassinat de leaders tels que Bernardo Jaramillo Ossa, Carlos Pizarro Leongómez, etc.
Fidel et Carlos fréquentaient des cercles mafieux, particulièrement liés à Pablo Escobar dans les années 1980. Mais leur alliance se brise lorsque, depuis la prison de La Catedral, Escobar fait assassiner quatre de ses proches, amis des Castaño. Craignant pour leur vie, Fidel et Carlos aident à créer Los Pepes (« Persécutés par Pablo Escobar »), un groupe en collaboration avec le Bloque de Búsqueda, pour traquer Escobar. Ils participent à sa chute.
En 1990, Carlos reste aux côtés de Fidel, qui dirige un groupe d’autodéfense financé par des éleveurs de Córdoba. En 1992, ces groupes se démobilisent, mais ils reprennent les armes en 1993 après l’échec des négociations de paix avec les FARC en Mexique et les incursions de ces dernières dans l’Urabá.

## Mort
Fidel meurt en affrontant les dissidences de l’Armée Populaire de Libération (EPL) dans le hameau de Tiodocto, entre San Pedro de Urabá et Santa Catalina, le 6 janvier 1994. Ses frères Carlos et Vicente, alias "El Profe", prennent sa place à la tête des ACCU. On soupçonne Carlos d’avoir orchestré sa mort pour des motifs sentimentaux (liés à l’amante de Fidel, Olga Escobar, qui aurait eu une liaison parallèle avec Carlos) et/ou en raison de la mort ou possible suicide de leur jeune sœur Rumalda. D’autres sources évoquent des rapprochements de Fidel avec les FARC-EP (notamment avec Efraín Guzmán) pour le narcotrafic, le contrôle territorial, voire une alliance avec ces guérillas, ce qui aurait poussé Carlos à ordonner son assassinat via un proche nommé Salvador,,,,,, et qu’en retour Fidel projetait d’éliminer Carlos. Dans Mi Confesión, Carlos affirme que Fidel a été tué par l’EPL durant cet assaut. En 1997, Fidel est condamné à 30 ans de prison.
Ses restes ne sont découverts qu’en septembre 2013, lorsque Jesús Ignacio Roldán alias "Monoleche", lieutenant des Castaño, fournit à la Fiscalía les informations nécessaires pour localiser la sépulture, où il est retrouvé avec sept autres corps dans une fosse commune à San Pedro de Urabá,.

## Dans la culture populaire
- Dans la série Pablo Escobar, le patron du mal (2012), Fidel Castaño y apparaît sous le nom de Miguel Moreno.
- Dans la série Tres Caínes, il est incarné par l’acteur Gregorio Pernía sous son propre nom.
- Il figure aussi dans la série « Narcos » de Netflix (2016), où les frères Fidel et Carlos Castaño sont également associés à la mort de l’ancien chef du cartel de Cali, José “Chepe” Santacruz Londoño.